# Deutsche Gesellschaft zur Rettung Schiffbrüchiger

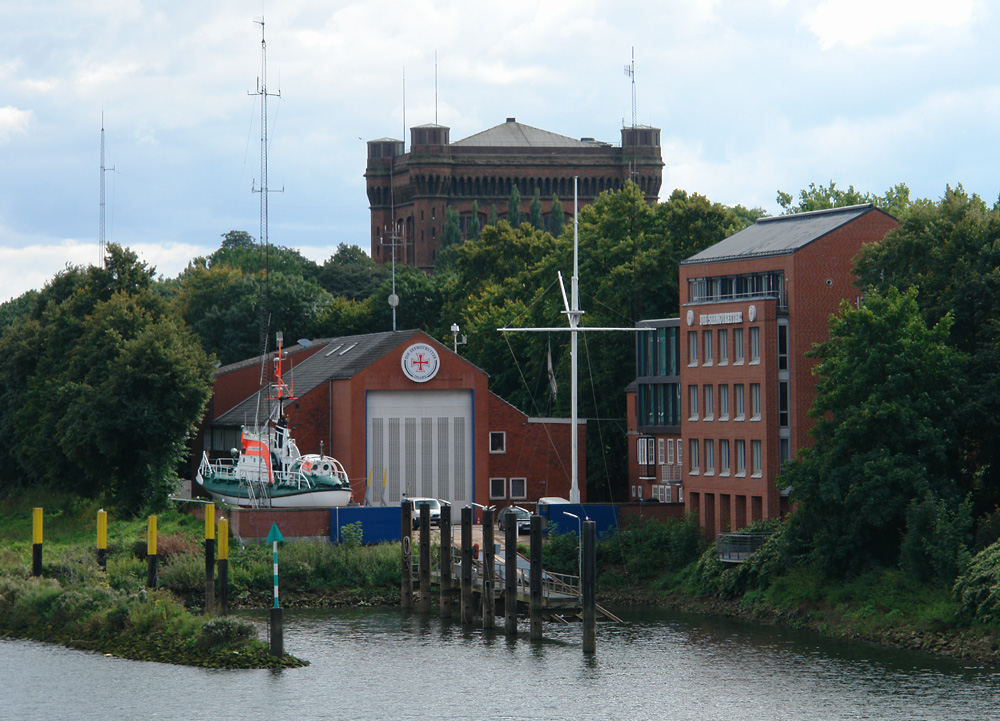
DGzRS huvudkontor i Bremen

Deutsche Gesellschaft zur Rettung Schiffbrüchiger (DGzRS) är Tysklands sjöräddningssällskap, vilket ansvarar för räddningsaktioner i SAR-område Tyskland i Nordsjön och Östersjön.
Organisationens huvudkontor och Tysklands sjöräddningscentral ligger i Bremen. Organisationen grundades i Kiel 1865. Den har 185 heltidsanställda och 800 frivilliga sjöräddare. DGzRS är helt finansierat av medlemsavgifter, donationer och avkastning av sitt eget kapital.

## Historik
Sjöfartsläraren Adolph Bermpohl (1833–1887) och advokaten Carl Kuhlmay (1930–1886) från Bremen gjorde 1860 ett upprop för bildande av sjöräddningsorganisationer. Det första sällskapet bildades i Emden 1861 av tullinspektören Georg Breusing (1820–1882) och samma är inrättades de första sjöräddningsstationerna.
En alltysk organisation grundades i Kiel 1865 och fick sitt säte i Bremen. Preussens kung Vilhelm I (från 1871 Tysklands kejsare) ställde sig 1867 till förfogande som beskyddare, vilket ökade anslutningen av sjöräddningsföreningar i övriga Tyskland, och efter tio år hade organisationen 91 räddningsstationer. År 1892, 25 år efter grundandet, ingick 111 räddningsstationer mellan den ostfrisiska ön Borkum och Nimmersatt i Kurland, organiserade i 58 områdesföreningar. Stationsnätet växte fram till första världskriget till 129 stationer.
I nuvarande Danmark etablererade Deutsche Gesellschaft zur Rettung Schiffbrüchiger en räddningsstation på Rømø med en bistation. Dessa övertogs 1920 av danska staten genom Redningsvæsenet som Rømø Redningsstation och Juvre Redningsstation.
Med Tysklands delning sköttes sjöräddningen i Östtyskland av en statlig organisation. Deutsche Gesellschaft zur Rettung Schiffbrüchiger etablerade sig åter där 1990.

## Fartyg
DGzRS har 60 fartyg på 55 sjöräddningsstationer i Nordsjön och i Östersjön. 20 av dessa är havsgående räddningskryssare (tyska: Seenotrettungskreuzer), som är mellan 20 och 46 meter långa. 40 fartyg klassificeras som "Seenotrettungsboote". En egenskap hos kryssarna är att samtliga, utom de i 20 metersklassen, medför en fullutrustad räddningsbåt på däck, vilken snabbt kan sjösättas vid en anordning längst akterut för att göra en insats i grunda vatten, enligt en metodik som utvecklades av DGzRS under 1950-talet. Fartygen i 20 metersklassen använder en något mindre ribbåt för detta ändamål.

## Bildgalleri

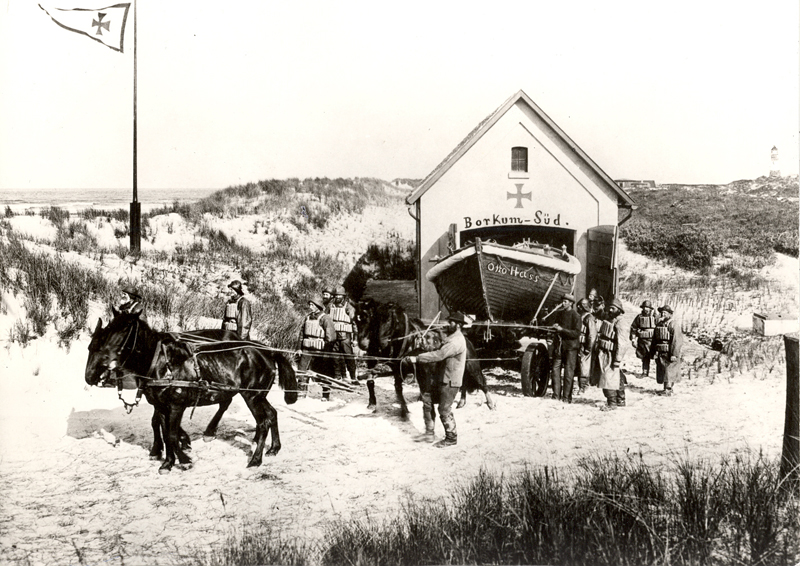
Räddningsstation Borkum-Süd, okänt datum
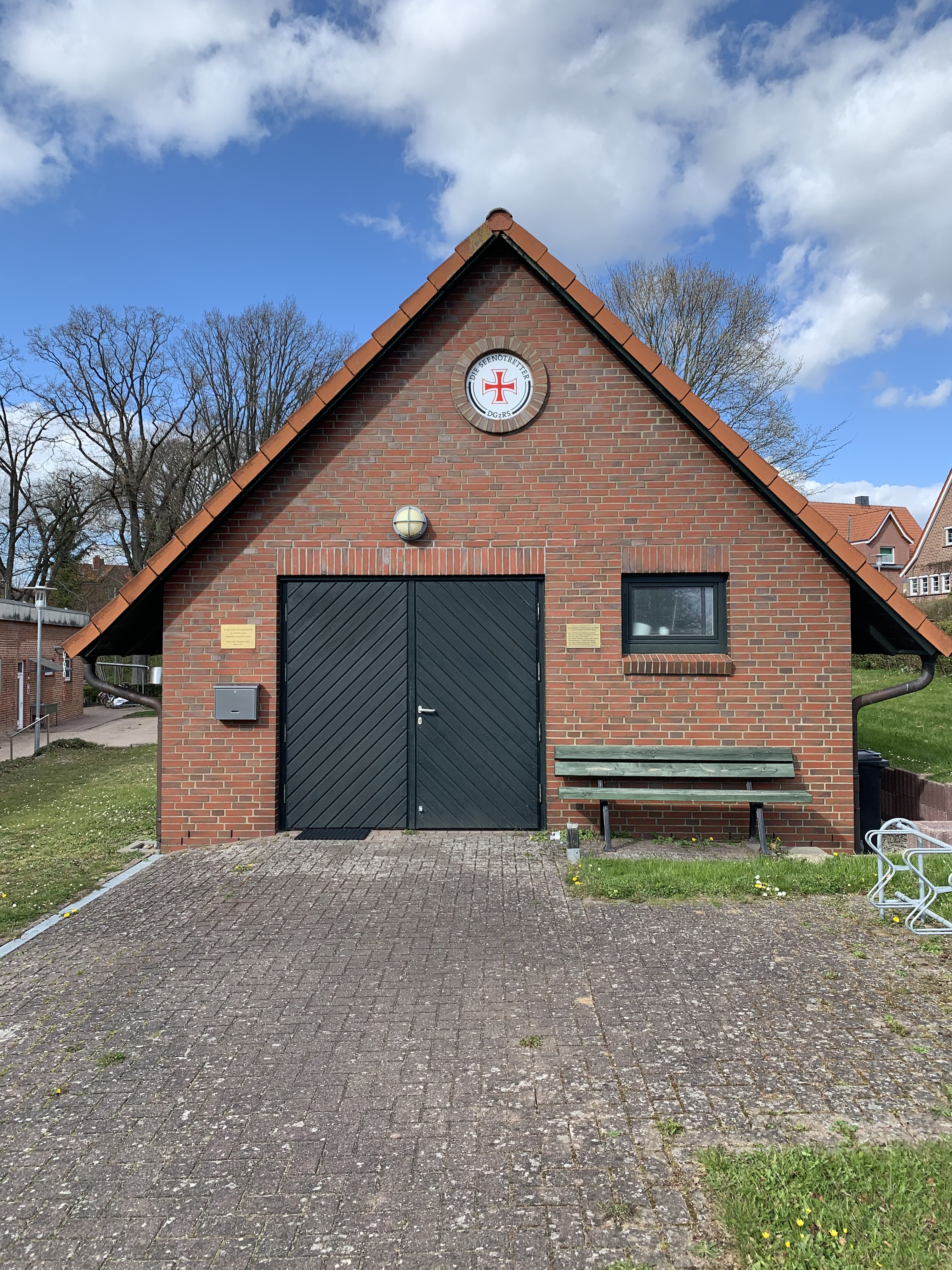
Räddningsstationen i Neustadt in Holstein, fotograferad 2021
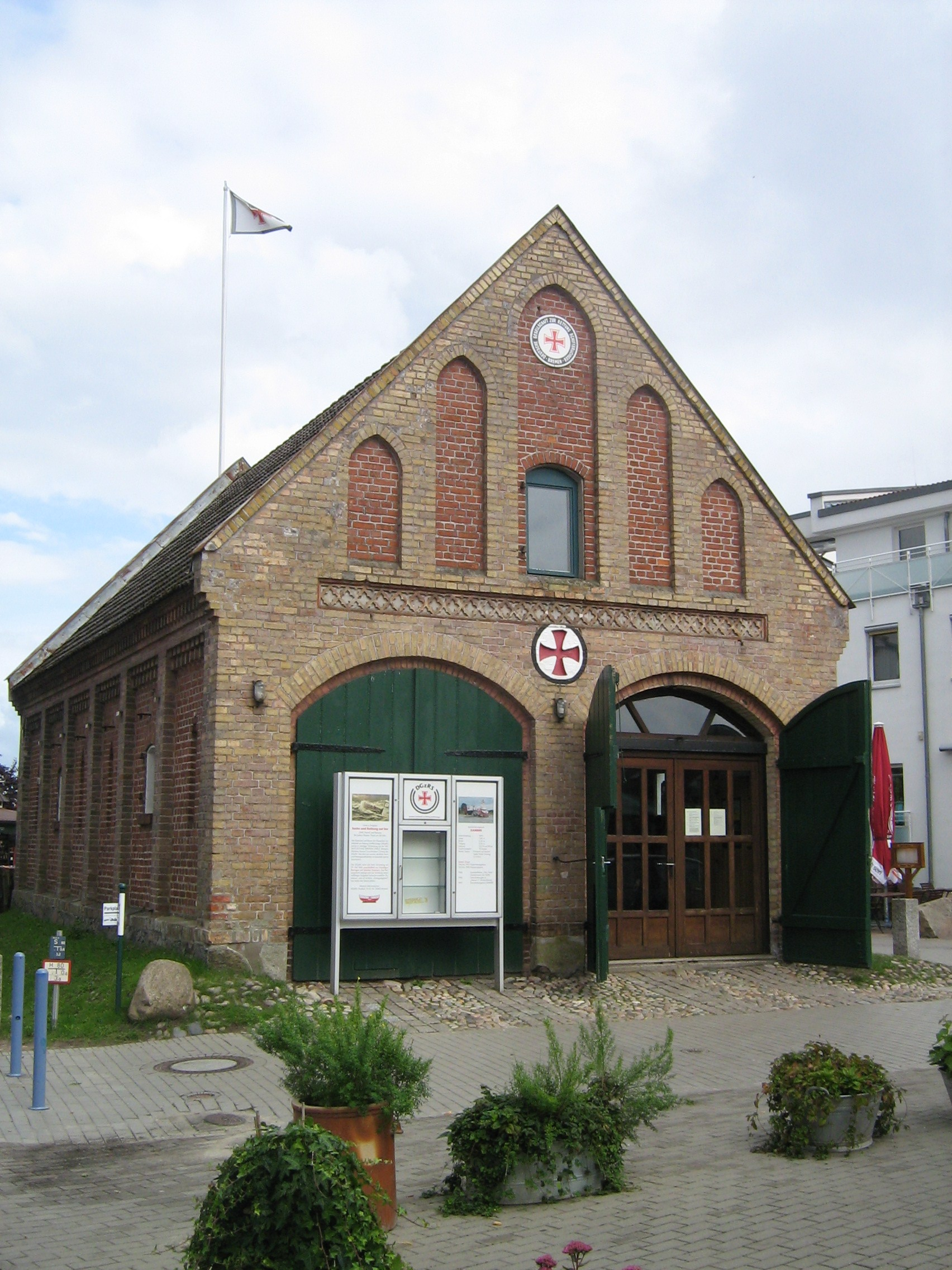
Räddningsstationen i Zingst
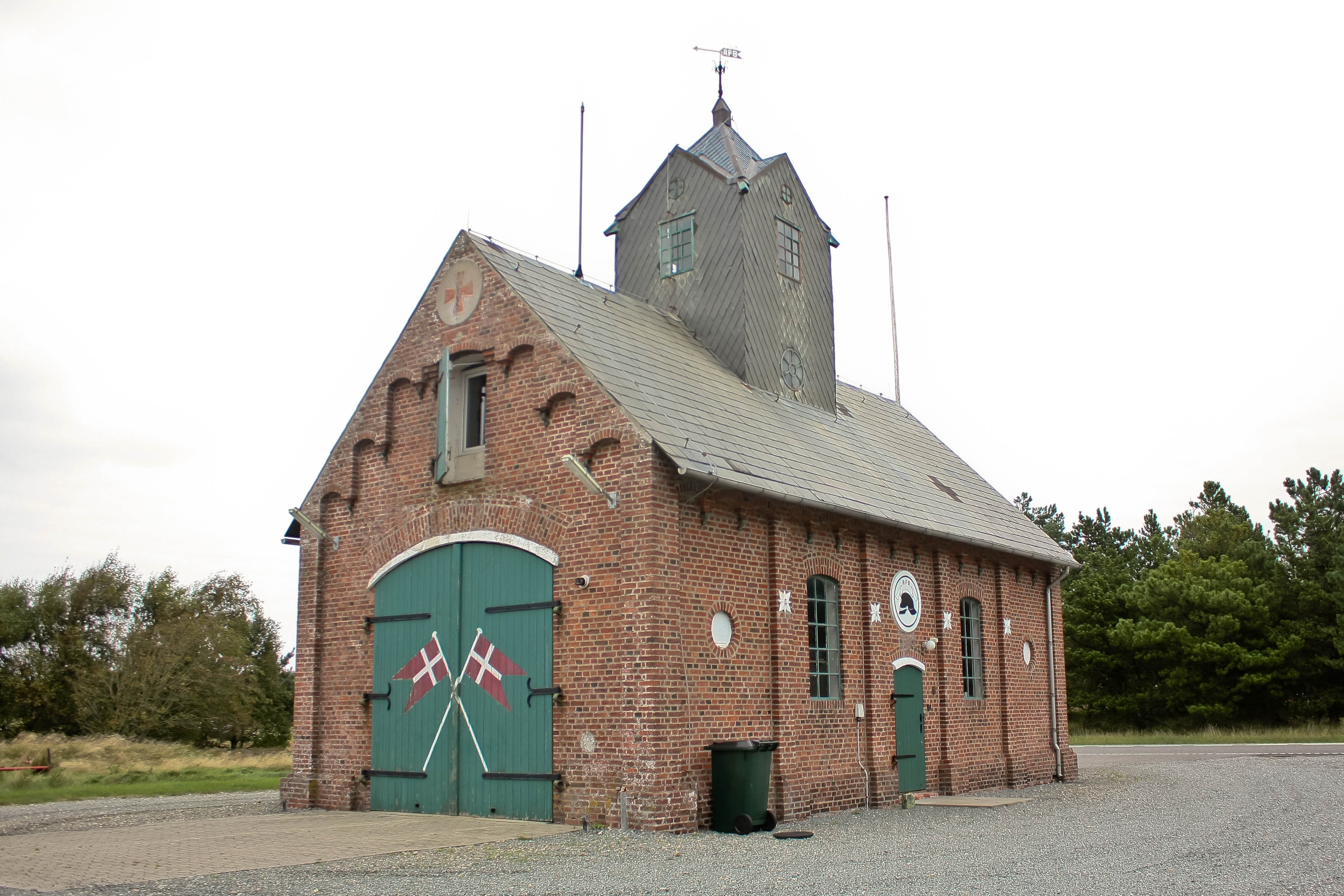
Rømø Redningsstation, tysk till 1920
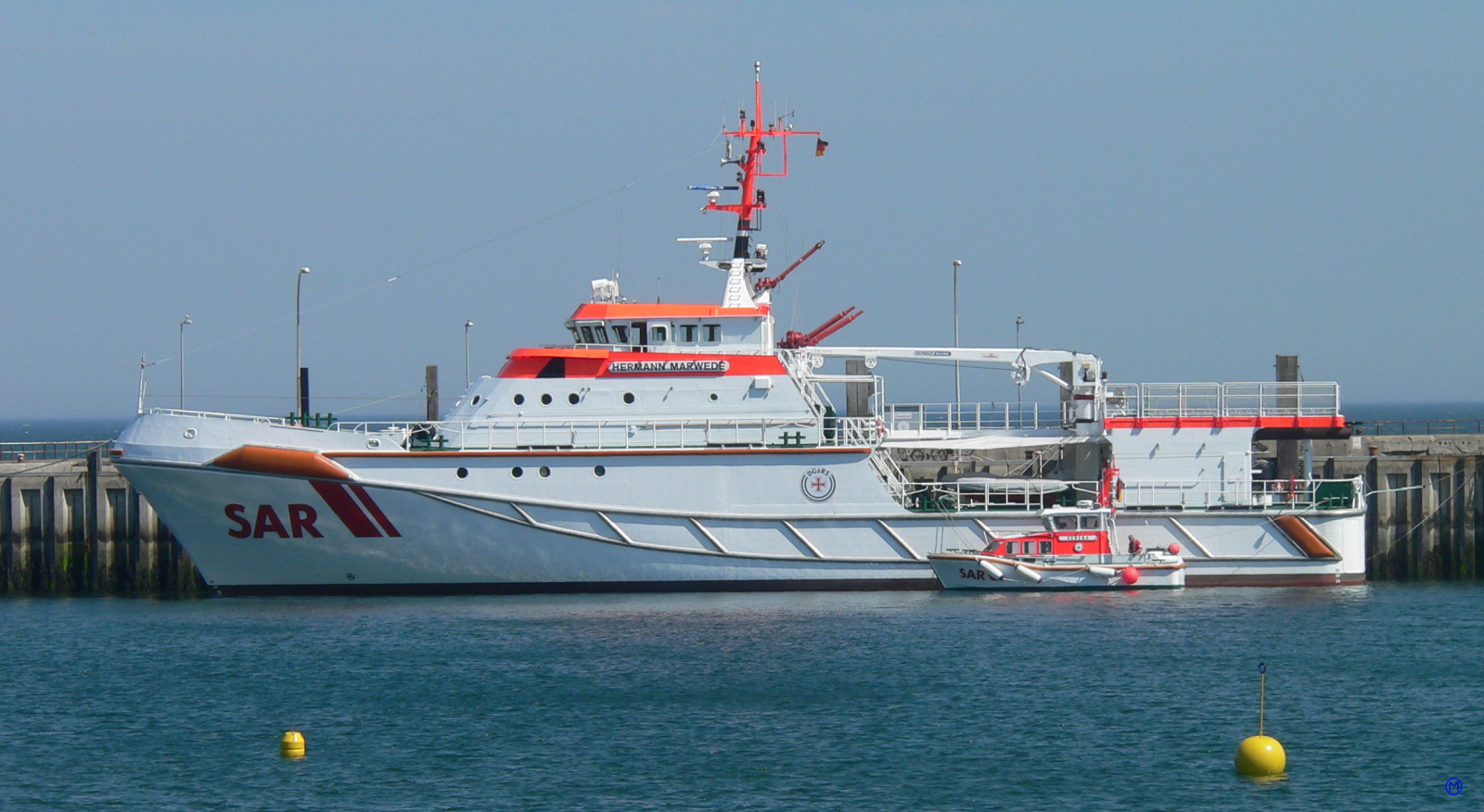
Seenotrettungskreuzer Hermann Marwede, det enda fartyget i 46 metersklassen, tillsammans med sin dotterbåt av tidigare typ, 2008
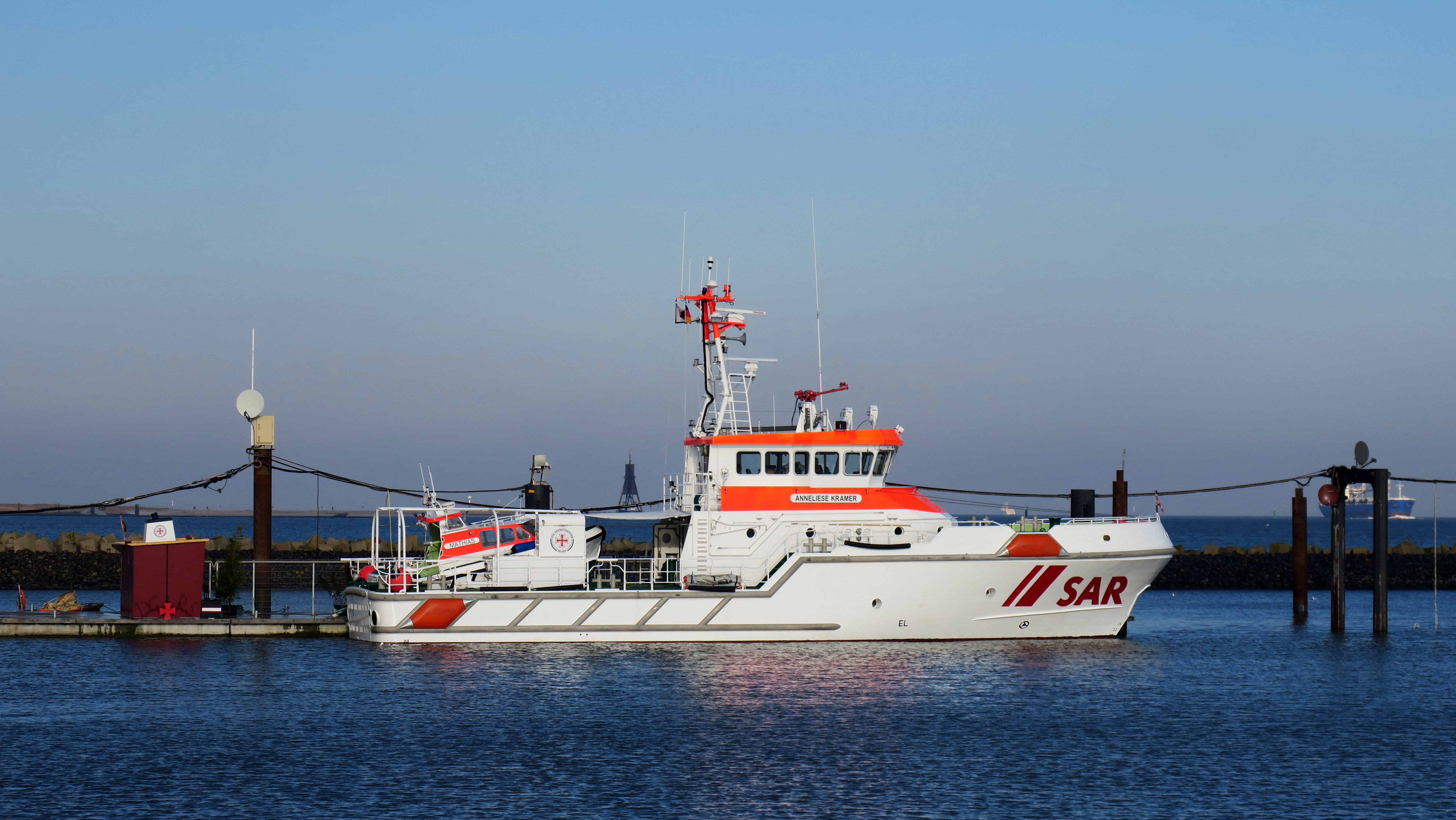
SK Anneliese Kramer, fartyg i 28 metersklassen, stationerad i Cuxhaven, 2013, med dotterbåt Mathias
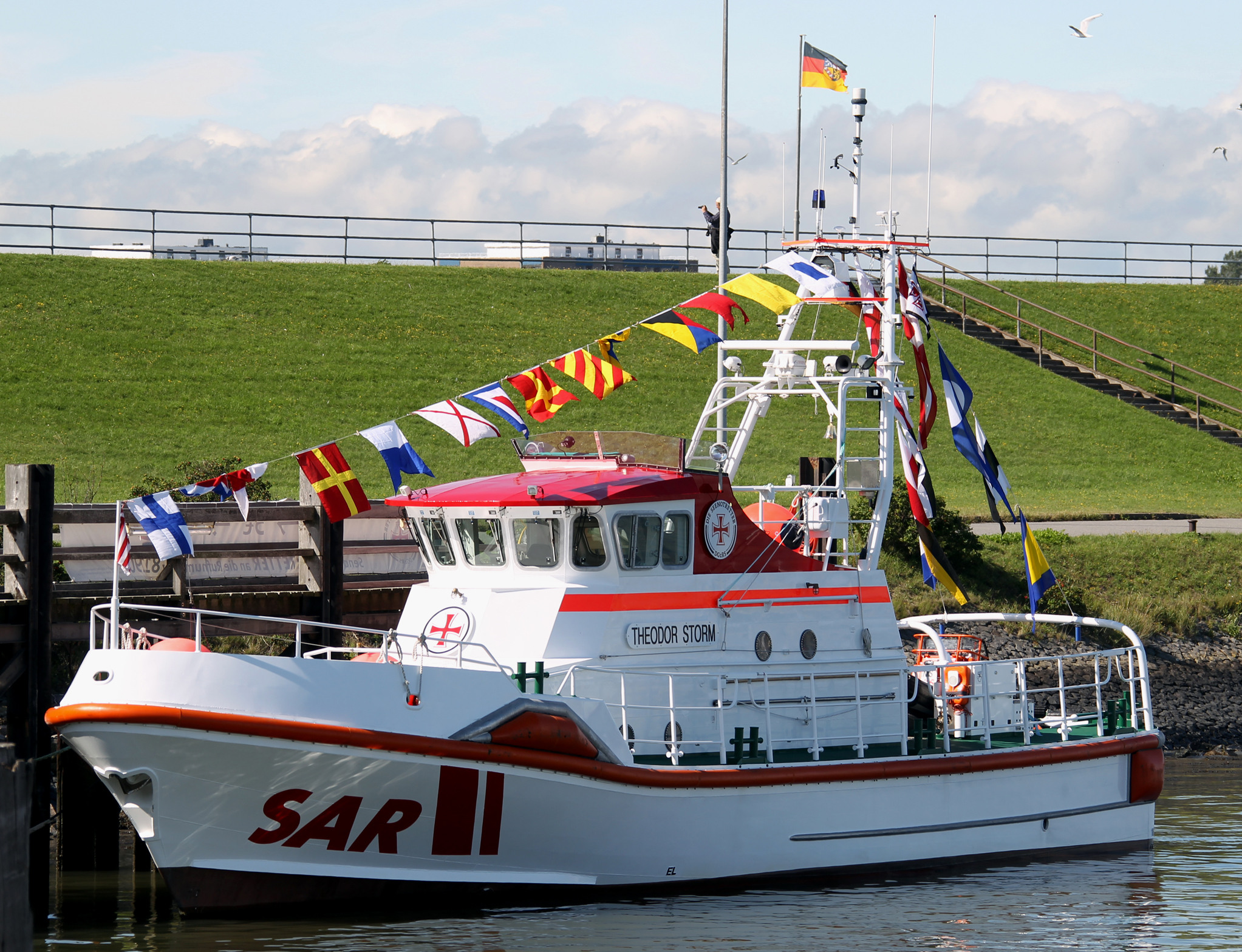
SK Theodor Storm, en 20 metersklass sjöräddningskryssare
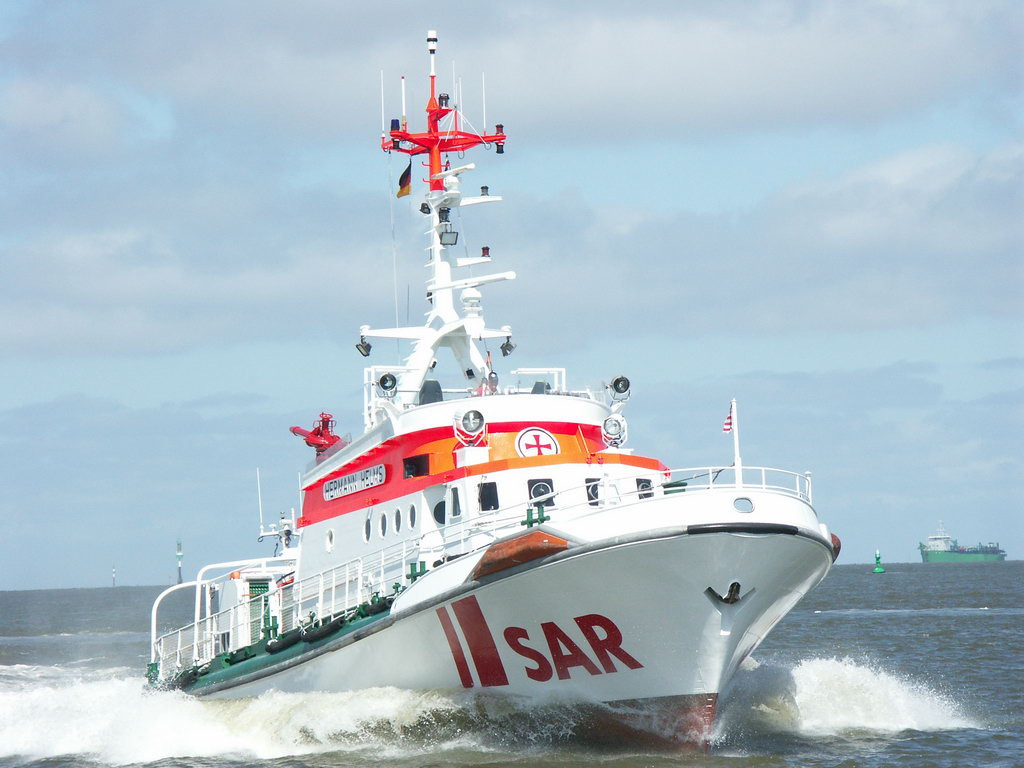
SK Herman Helms, räddningskryssare i 27 metersklassen
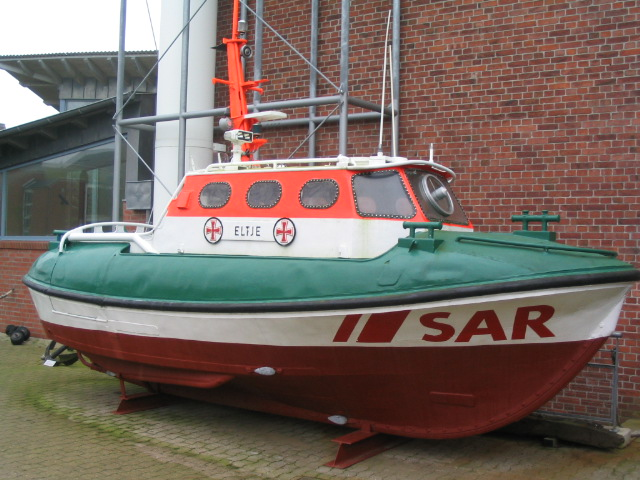
SRB (Search and rescue boat) Eltje på Schiffartsmuseum Nordfriesland i Husum, 7 meter lång, byggd 1981
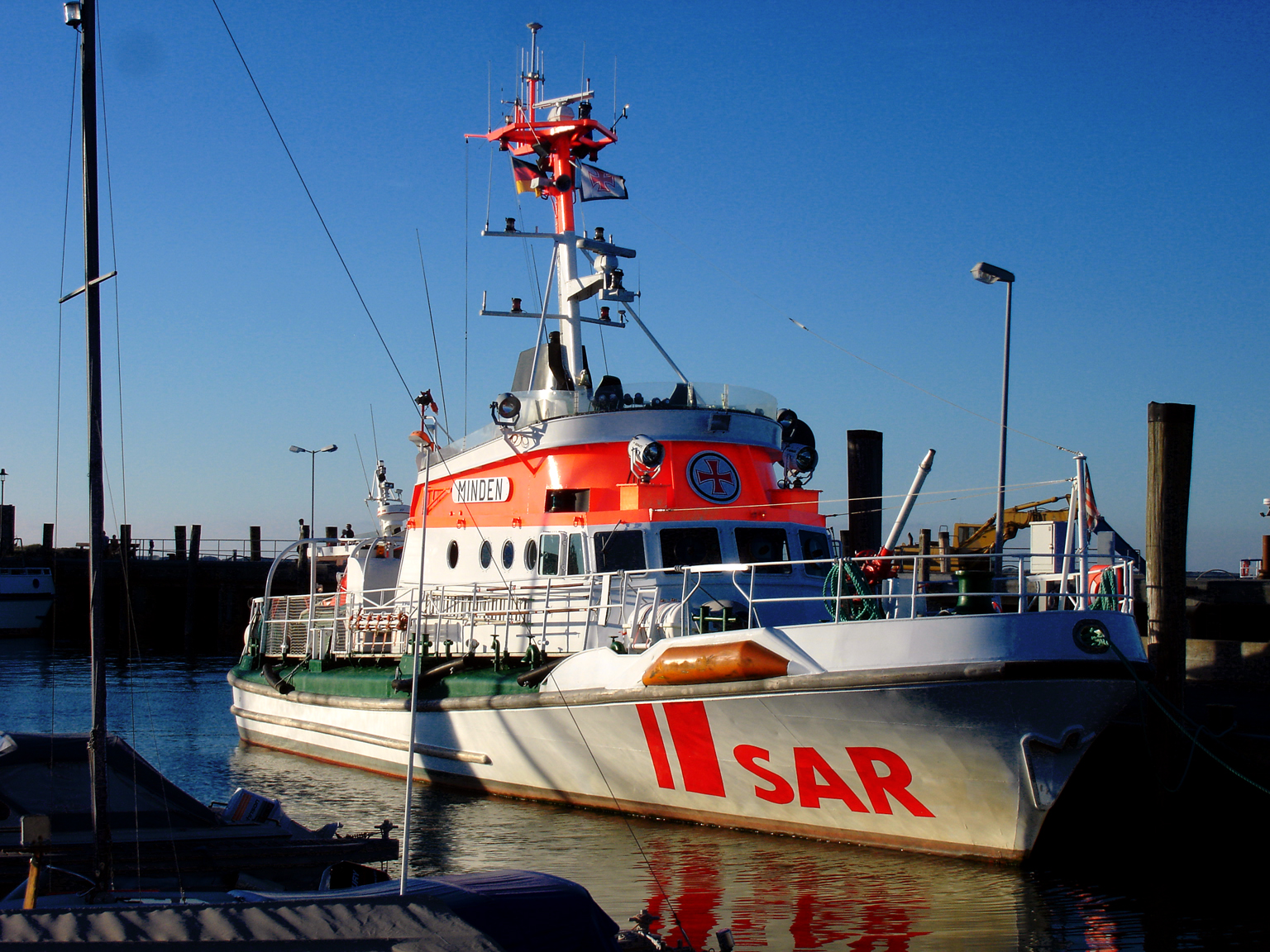
SK Minden, sjöräddningskryssare i 23,3 metersklassen, i hamnen på Sylt
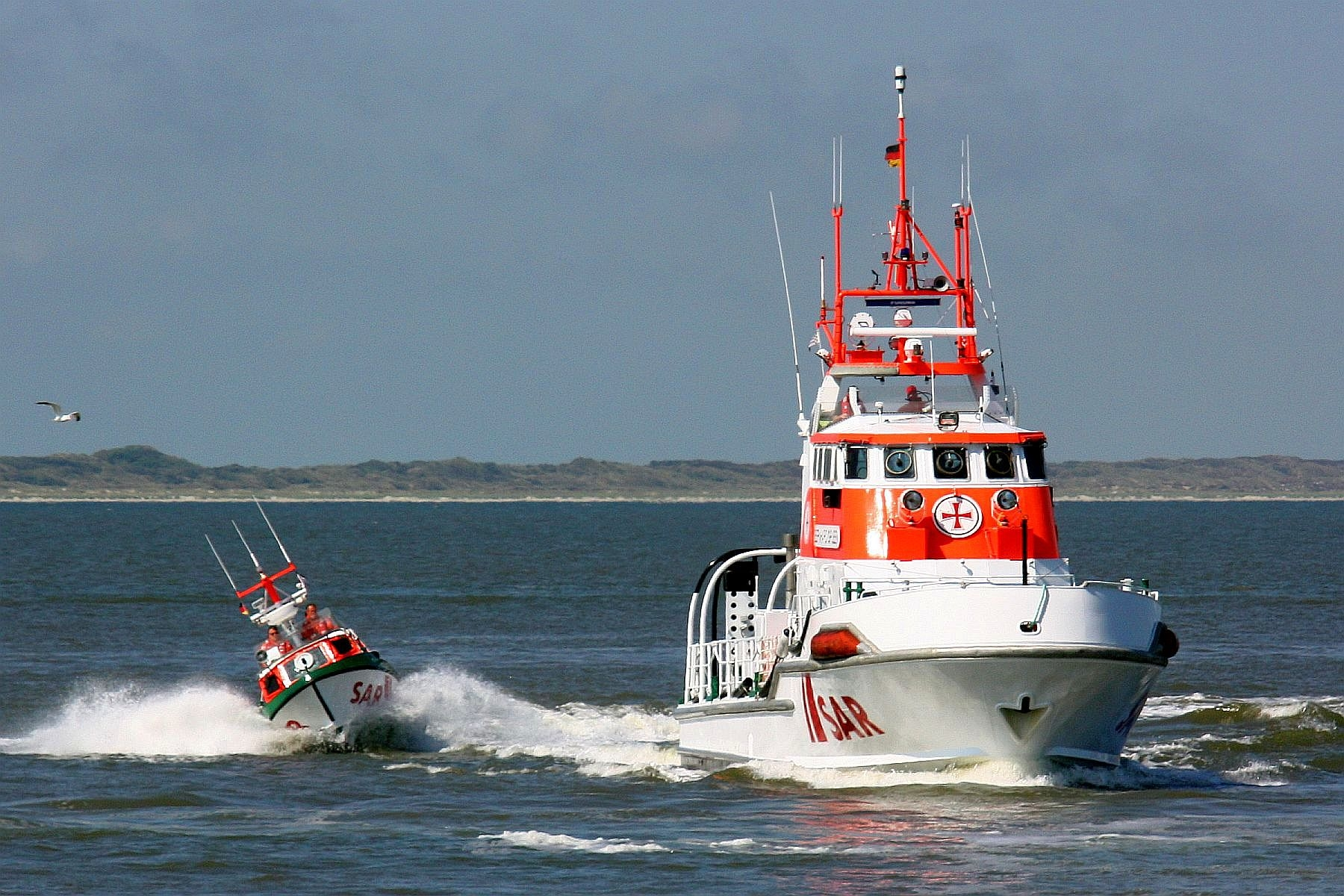
SK Bernhard Gruben med dotterbåt Johann Fidi i från 1997 under övning utanför ön Juist i Nordsjön, 2013